# Apiocera parkeri
Apiocera parkeri är en tvåvingeart som beskrevs av Mont A. Cazier 1941. Apiocera parkeri ingår i släktet Apiocera och familjen Apioceridae. Inga underarter finns listade i Catalogue of Life.